# Antonio Conde
Antonio Conde Sánchez (Mairena del Aljarafe, 1975) es un político español, alcalde de Mairena del Aljarafe desde el 17 de junio de 2015. Anteriormente fue alcalde desde 2006 a 2011.
Cuenta con estudios de Ciencias Políticas y de la Administración, Además de ciencias Jurídicas de las Administraciones Públicas. Es licenciado por la Universidad de Granada.
Entre 2011 a 2015 fue diputado provincial por Sevilla, y en la misma legislatura, ha sido portavoz del Grupo Municipal Socialista. Por último, es Doctor por la Universidad de Granada.